# 馬承蔭
馬承蔭（？—1679年），或作馬承陰，陝西平涼府固原州人，回民，清朝軍事人物。孔有德部將、廣西提督馬雄之子。

## 生平
康熙十三年（1674年），马雄随孙延龄依附吴三桂，命馬承蔭守南寧。康熙十八年（1679年）五月二十六日，马承荫投降清朝，封三等精奇尼哈番。不久復叛。金光祖、莽依图等奉命合擊馬承蔭。簡親王喇布至雒容，攻克柳州，馬承蔭再次請降。康熙帝以其“背恩復叛，致誤征討大事”，俘送京師論斬。